# ماركوس كارلسون
ماركوس كارلسون هو لاعب هوكي الجليد سويدي، ولد في 3 مايو 1988.

## وصلات خارجية
- ماركوس كارلسون على موقع EliteProspects.com (الإنجليزية)
- ماركوس كارلسون على موقع HockeyDB.com (الإنجليزية)